# Ołeh Romanyszyn
Ołeh Romanyszyn, ukr. Олег Романишин (ur. 10 stycznia 1952 we Lwowie) – ukraiński szachista, arcymistrz od 1976 roku.

## Kariera szachowa

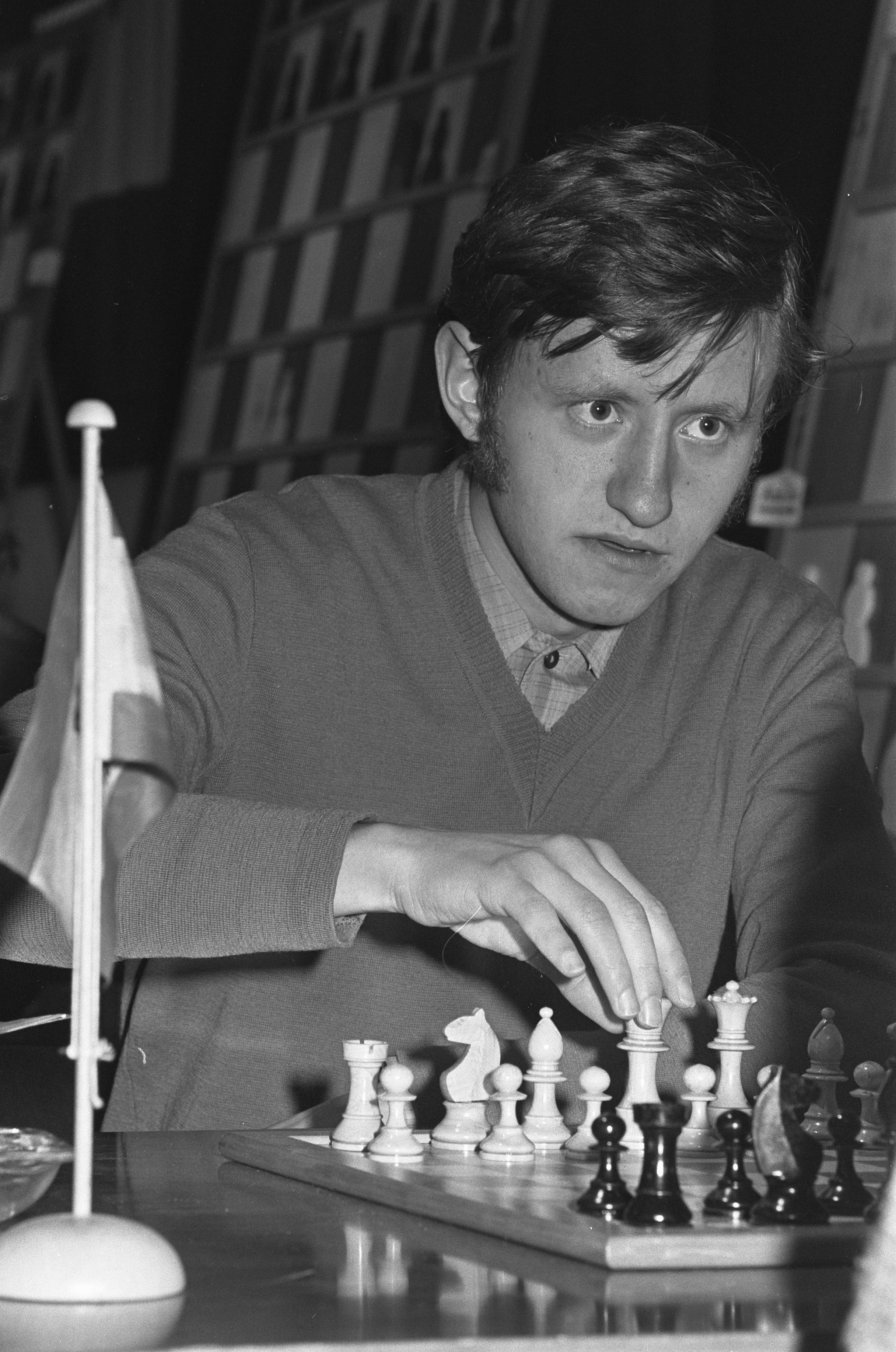
Ołeh Romanyszyn, Groningen 1972

Międzynarodową karierę rozpoczął w 1973 roku, zdobywając w Groningen tytuł mistrza Europy juniorów. Rok później zdobył wraz z drużyną ZSRR złoty medal na drużynowych akademickich mistrzostwach świata (sukces ten powtórzył również w latach 1976 i 1977). W kolejnych latach osiągnął szereg sukcesów, awansując do światowej czołówki. W roku 1984 uczestniczył w drugim meczu ZSRR kontra reszta świata. W 1993 w Groningen awansował do meczów pretendentów organizacji PCA. W rozegranym rok później spotkaniu I rundy uległ w Nowym Jorku Viswanathanowi Anandowi 2:5 i odpadł z dalszych rozgrywek.
Dwukrotnie, w latach 1980 i 1992 triumfował w memoriałach Akiby Rubinsteina w Polanicy Zdroju. Odniósł również wiele turniejowych sukcesów, zwyciężając lub dzieląc I miejsca m.in. w: Nowym Sadzie (1975), Erywaniu (1976), Dortmundzie (1976), Leningradzie (1977), Hastings (1977), Cienfuegos (1977, memoriał José Raúla Capablanki), Gausdal (1979), Lwowie (1981), Jurmale (1983), Moskwie (1985), Reggio Emilii (1985/86 i 2000/01) oraz Debreczynie (1992), Kalkucie (2004), Nettetalu (2004), Solinie (2004), Rzymie (2005), Preszowie (2010) oraz Warszawie (2012, memoriał Mieczysława Najdorfa).
Wielokrotnie reprezentował ZSRR i Ukrainę w turniejach drużynowych, między innymi:
- sześciokrotnie na olimpiadach szachowych (w latach 1978, 1992, 1994, 1996, 1998, 2000); czterokrotny medalista: wspólnie z drużyną – dwukrotnie srebrny (1978, 1996) i dwukrotnie brązowy (1998, 2000)[7]
- trzykrotnie na drużynowych mistrzostwach świata (w latach 1993, 1997, 2001); trzykrotny medalista: wspólnie z drużyną – złoty (2001) i srebrny (1993) oraz indywidualnie – srebrny (2001 – na V szachownicy)[7]
- sześciokrotnie na drużynowych mistrzostwach Europy (w latach 1977, 1980, 1983, 1992, 1999, 2001); siedmiokrotny medalista: wspólnie z drużyną – trzykrotnie złoty (1977, 1980, 1983) i srebrny (1992) oraz indywidualnie – trzykrotnie złoty (1977 – na VII szachownicy, 1980 – na VII szachownicy, 1983 – na VIII szachownicy)[7]
- trzykrotnie na drużynowych mistrzostwach świata studentów (w latach 1974, 1976, 1977); wielokrotny medalista, w tym wspólnie z drużyną – trzykrotnie złoty (1974, 1976, 1977)[7].

W styczniu 1978 zajmował 11. miejsce na światowej liście rankingowej Międzynarodowej Federacji Szachowej. Najwyższy ranking w swojej karierze osiągnął 1 lipca 1993, kiedy to z wynikiem 2615 punktów dzielił 35. miejsce na liście światowej FIDE, jednocześnie zajmując 4. miejsce wśród szachistów ukraińskich.